# Hamois
Hamois (en valón: Hamwè) es un municipio de Bélgica en la provincia de Namur.

## Datos básicos
- Población a 1 de enero de 2019: 7.357 habitantes.
- Superficie total: 76,49 km²
- Densidad de población: 96,28 habitantes por km².

## Geografía
Se encuentra ubicada al sureste del país, en la región natural del Condroz.

### Secciones del municipio
El municipio comprende los antiguos municipios, que se fusionaron en 1977:
| - Hamois - Achet - Emptinne - Mohiville - Natoye - Scy - Schaltin |

## Etimología
El nombre Hamois encuentra su origen en la palabra germánica hemmen.

## Demografía

### Evolución
Todos los datos históricos relativos al actual municipio, el siguiente gráfico refleja su evolución demográfica, incluyendo municipios después de efectuada la fusión el 1 de enero de 1977.
| Gráfica de evolución demográfica de Hamois entre 1846 y 2020 |
|                                                              |

## Imágenes

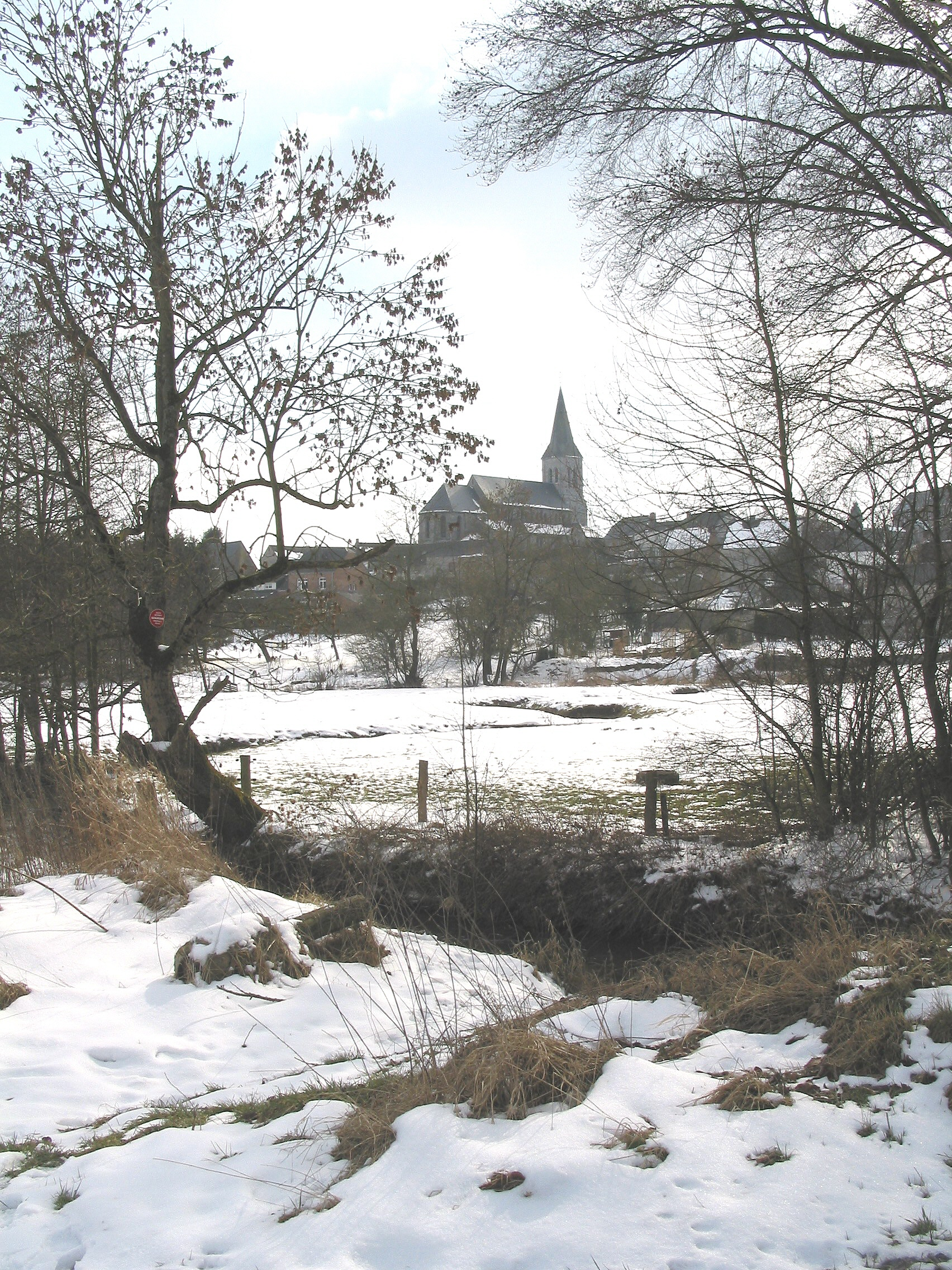
Natoye, en invierno.

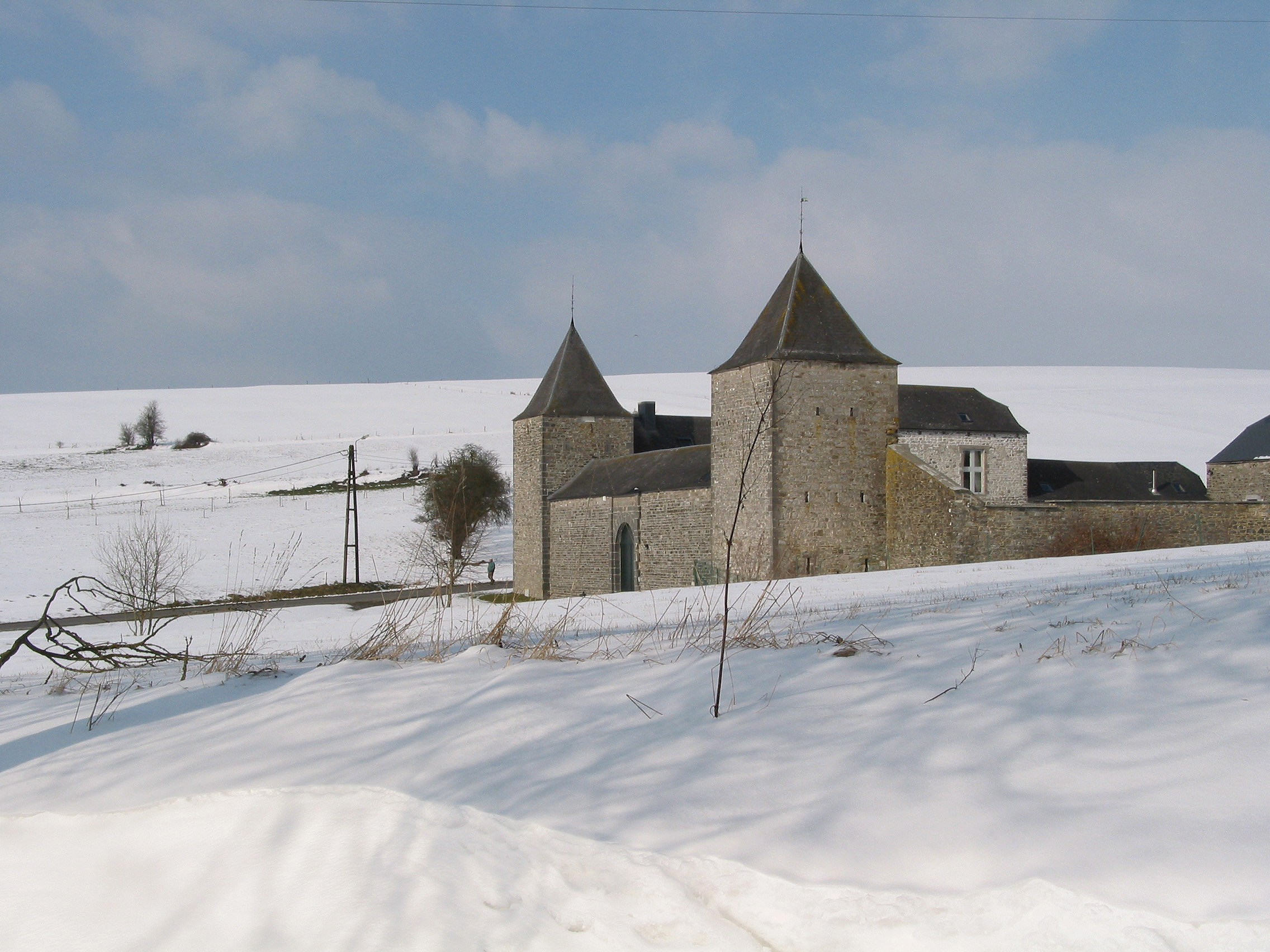
Natoye (Hamois), Paz en invierno.

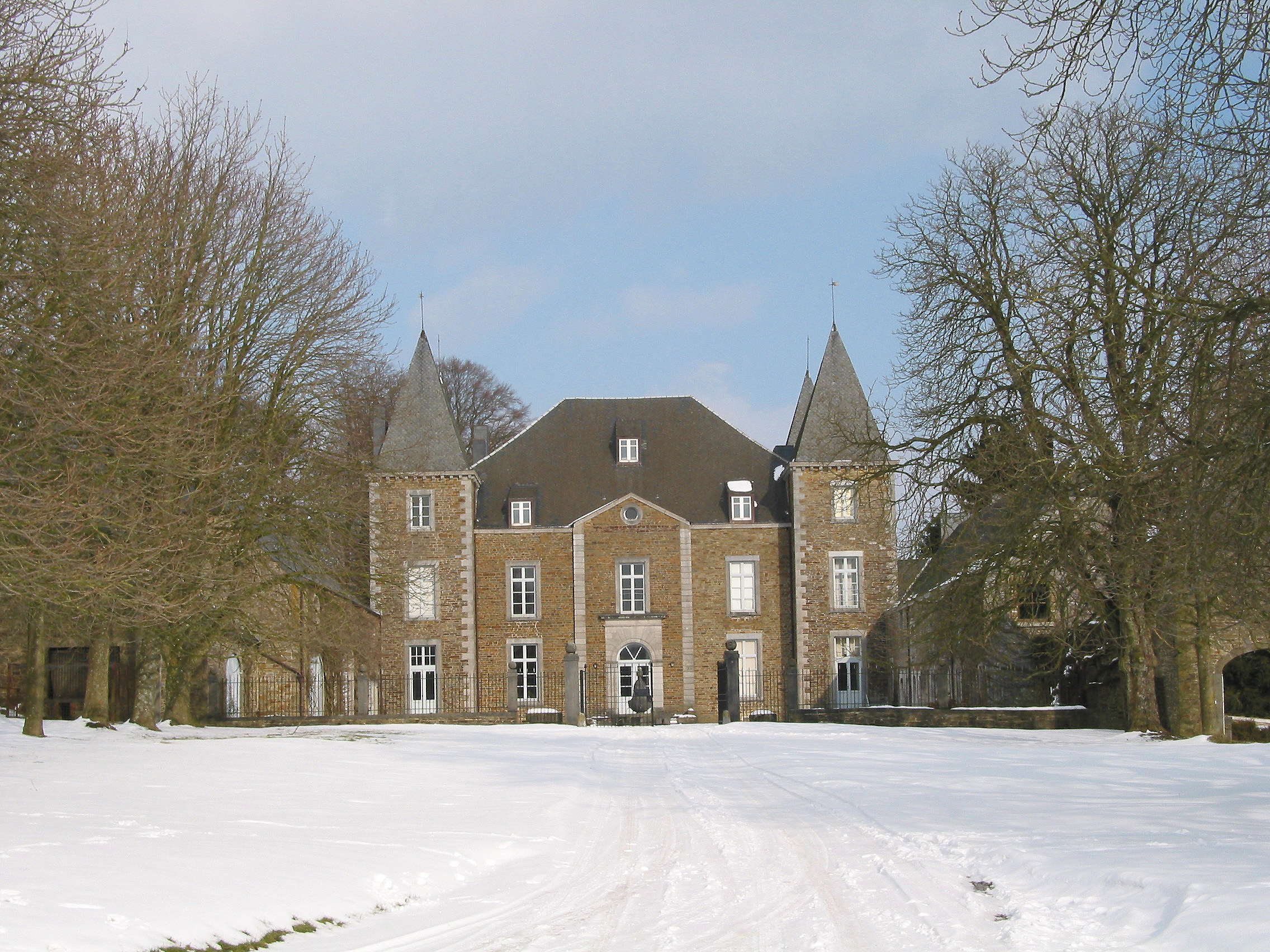
Skeuvre (Hamois), el invierno en Champignac.

- Datos: Q696133
- Multimedia: Hamois / Q696133